# Месники, усі разом (анімаційний серіал)
«Месники, усі разом» (англ. Avengers Assemble) — американський анімаційний серіал про супергероїв, заснований на вигаданій команді Месників із коміксів видавництва Marvel Comics. Створений як продовження успіху фільму «Месники» (2012), серіал вийшов на каналі Disney XD 26 травня 2013 року і став наступником мультсеріалу «Месники: Могутні герої Землі» (2010-2012).
Серіал раніше виходив у рамках блоку Marvel Universe разом із «Людина-павук. Щоденник супергероя» та «Вартові галактики». Над першими двома сезонами працювали Джо Кейсі, Джо Келлі, Дункан Руоло та Стівен Т. Сіґл — команда авторів, відома під спільним іменем Man of Action, які виступили виконавчими продюсерами.

## Акторський склад
- Лора Бейлі — Наташа Романова / Чорна вдова[4], Ґамора (друга поява)[5], Темна зірка[6]
- Трой Бейкер — Клінт Бартон / Соколине око, Локі[4], Думбот[7], Червоний вартовий[6], Батіг[8], Крейвен-мисливець[9]
- Джеймс Метіс III — Чорна пантера[10], Геймдалл (2013-2015)[7], Флінт[11], юний Т'Чака[12]
- Едріан Пасдар — Тоні Старк / Залізна людина (1-3 сезони)[4], Силач Бруто[13]
- Бампер Робінзон — Сем Вілсон / Сокіл[4], Гарматне ядро[13]
- Роджер Крейґ Сміт — Стів Роджерс / Капітан Америка[4], Торґо[14], Великий Ґамбоннос[13], Жнець[15], Радіоактивна людина[6], Бакі Барнс / Зимовий солдат (кошмар)[16], Орка[17]
- Фред Таташор — Галк[4], Громокуля[18], Вольстаґґ[7], Володар перснів[13], Багряне динамо[6], Альтрон (кошмар)[16], Чорний грім[19], Кроссбоунс[10]
- Тревіс Віллінгем — Тор[4], Бульдозер[18], Трік Шот[13], Зростаюча людина[20], Кат[21]
- Мік Вінґерт — Тоні Старк / Залізна людина (4-5 сезони)[22], Доктор Фауст[23]

## Виробництво
За словами Джефа Леба, керівника Marvel Television та продюсера серіалу, «Месники, усі разом» був створений із наміром передати тон і атмосферу фільму «Месники» (2012). У серіалі поєднується традиційна 2D-анімація та CGI.
26 липня 2014 року канал Disney XD подовжив серіал на другий сезон, прем'єра якого відбулась 28 вересня 2014 року. Третій сезон отримав назву Avengers: Ultron Revolution і стартував 13 березня 2016 року. 5 січня 2017 року Disney XD анонсував четвертий сезон під назвою Avengers: Secret Wars. А 22 липня 2017 року, під час San Diego Comic-Con, було офіційно підтверджено, що п’ятий сезон стане фінальним — під назвою Avengers: Black Panther’s Quest, також на Disney XD.